# Marian Kowalczyk (duchowny)
Marian Kowalczyk (ur. 26 sierpnia 1956) – polski duchowny rzymskokatolicki, pallotyn, profesor nauk teologicznych, pedagog katolicki.

## Życiorys
Święcenia kapłańskie przyjął 10 maja 1986 z rąk kar. Józefa Glempa. W latach 1986–1991 odbywał studia licencjackie i doktoranckie z zakresu teologii dogmatycznej w Katolickim Uniwersytecie Lubelskim. 1 października 1991 zaczął wykładać w Wyższym Seminarium Duchownym w Ołtarzewie, gdzie – poza pełnioną przez trzy kadencje funkcją rektora – był również prefektem studiów WSD.
1 października 1993 r. został zatrudniony na Wydziale Teologicznym Uniwersytetu Kardynała Stefana Wyszyńskiego (UKSW) w Warszawie, gdzie w 2005 r. uzyskał stopień naukowy doktora habilitowanego nauk teologicznych w zakresie teologii dogmatycznej. Po habilitacji został powołany na stanowisko profesora UKSW. Pełni też funkcję kierownika Katedry Teologii Pozytywnej, a także dyrektora Instytutu Teologii Apostolstwa św. Wincentego Pallottiego, który funkcjonuje jako Ośrodek Naukowo-Badawczy UKSW z siedzibą w Ołtarzewie. W 2013 otrzymał tytuł profesora nauk teologicznych. W 2018 został odznaczony Złotym Krzyżem Zasługi. W 2023 został odznaczony Krzyżem Kawalerskim Orderu Odrodzenia Polski.

## Członkostwo w organizacjach
- Od 1999 – członek Polskiego Komitetu Doradczego Międzynarodowego Przeglądu Teologicznego Communio.
- Członek Sekcji Dogmatycznej Teologów Polskich, po jej przekształceniu w Towarzystwo Teologów Dogmatyków (TTD) członek zwyczajny TTD
- Od 1999 – członek Polskiego Towarzystwa Mariologicznego, od 2003 – członek zarządu tego Towarzystwa.
- Radca Prowincjalny Prowincji Chrystusa Króla Stowarzyszenia Apostolstwa Katolickiego; przewodniczący Komisji tejże Prowincji do spraw Formacji
- członek dwóch Komisji Teologiczno-Historycznych: beatyfikacyjnych bł. Józefa Jankowskiego i bł. Józefa Stanka
- członek Czwartego Synodu Archidiecezji warszawskiej oraz II Synodu Plenarnego Kościoła w Polsce.